# Gigi (canción)
«Gigi» es una canción del año 1958 con música del compositor estadounidense de origen alemán Frederick Loewe y letra de Alan Jay Lerner para la película homónima, ganadora del premio Óscar a la mejor canción original de dicho año. En la película la canta el actor francés Louis Jourdan.

## Versiones
La canción tiene un gran número de versiones entre las que destacan la de Andy Williams, Billy Eckstine, Bing Crosby o Dean Martin, entre otros.